# Gaius Poetelius Libo Visolus
Gaius Poetelius Libo Visolus war ein Politiker in der frühen römischen Republik.

## Familie
Gaius Poetilius Libo Visolus entstammte einer in der Frühzeit der römischen Republik sehr einflussreichen plebejischen Familie. Er war der Sohn eines Gaius und Enkel eines Quintus Poetilius Libo (C.f Q.n). Sein Großvater Quintus war im Jahre 450 v. Chr. einer der zehn decemviri consulari imperio legibus scribundis.

## Leben
Im Jahre 361 v. Chr. fielen die bis dahin mit Rom verbündeten Tiburtiner von Rom ab und schlossen sich den in Latium eingefallenen Galliern an. Für das folgende Jahr wurde Poetelius mit Marcus Fabius Ambustus zum Konsul gewählt, nachdem er bereits für das 364 v. Chr. zum kurulischen Ädilen gewählt worden war. In seinem ersten Konsulat bekämpfte Poetelius beide Gegner so erfolgreich, dass ihm der Senat einen Triumph de Galleis et Tiburtibus bewilligte. Er war möglicherweise der Volkstribun, der 358 v. Chr. mit Zustimmung des Senats die lex Poetelia de ambitu, das erste Gesetz gegen ambitus, damals noch die unerlaubte Stimmenwerbung im Allgemeinen, vor die Volksversammlung brachte. Seinen zweiten Konsulat bekleidete er 346 v. Chr. zusammen mit Marcus Valerius Corvus. Schließlich wurde er im Jahre 326 v. Chr. zum dritten Mal zum Konsul gewählt. Sein Mitkonsul war Lucius Papirius Cursor. Sein Todesjahr ist nicht überliefert. Sein Sohn Gaius wurde für das Jahr 313 v. Chr. zum Diktator entweder rei gerundae causa oder aus anderen Gründen gewählt. Wahrscheinlich war er (oder sein Sohn) der Urheber der lex Poetelia Papiria de nexis, mit der 326 v. Chr. das Nexum, eine Rechtsvorschrift aus dem Zwölftafelgesetz, aufgehoben wurde.